# Овчији брод
Овчији брод је мост из периода турске владавине у Херцеговини, поред села Братач 15 km источно од Невесиња. Премошћује ријеку Заломку.

## Назив
Херцеговина је сточарски крај и вјековни је обичај био да сваког прољећа стада оваца из нижиг предјела иду на планину, гдје се задржавају до касне јесени и првог снијега. Пошто је мост био једини начин да се пређе ријека, претпоставља се да су му име дали чобани који су стада у прољеће водили на испашу из ниске Херцеговине у високу Херцеговину - према Трескавици, Зеленгори и Моринама, а у јесен обрнуто.

## Историја
Иако је мост ремек дјело тадашњег неимарства, о изградњи моста нема тачних историјских података. Мост је у потпуности изграђен од камена и одолијева зубу времена. Претпоставља се да су га саградиле Османлије у 16. или најкасније 17. вијеку. По једној верзији градио га је чувени турски градитељ Мимар Хајрудин, истовремено са градњом старог моста у Мостару. Друго народно предање каже да га је саградила удовица бега Љубовића која је рано остала без мужа настрадалог у двобоју, да би тако могла долазити до свог љубавника који је живио на другој обали. Дуги временски период то је био једини мост на ријеци Заломци и једини пут у правцу Гацка. Турска војска која је из Мостара ишла у чувену битку на Грахово данима је прелазила преко овог моста, у правцу Сопота и Залома, старим макадамским путем. Трећа верзија каже да су мост подигла браћа Овчине из Будисавља крајем XVII вијека. Мост се налази на правцу Римске цесте, а грађевинско архитектонски, све одлике моста имају печат отоманских градитеља. Овчији брод је тренутно најстарији сачувани мост у БиХ. сви остали мостови су поправљани током урушавања (мост у Коњицу, Мостару, Вишеграду), или скроз премјештени попут моста у Требињу и Жепи. Мост је имао камену ограду као на Старом мосту у Мостару али је приликом велике поплаве 1954. године остао без ње, тада је Заломка прелила мост срушивши ограду, а њени остаци и данас су видљиви у кориту ријеке непосредно испод моста. Мост је слабије познат и широј јавности и Републичком заводу за заштиту споменика културе БиХ. Када је општина Невесиње послала захтјев Републичком заводу за заштиту споменика културе у вези реконструкције и заштите моста од пропадања, они нису знали ни да мост постоји.